# Marliese Steyn
Pour les articles homonymes, voir Steyn.
Marliese Steyn, née le 19 avril 1973, est une athlète sud-africaine.

## Carrière
Aux Championnats d'Afrique d'athlétisme 1996 à Yaoundé, Marliese Steyn est médaillée d'argent du 100 mètres et du 200 mètres. Elle est la même année championne d'Afrique du Sud dans ces deux disciplines.